# Umred
Umred ist eine Stadt im indischen Bundesstaat Maharashtra.
Die Stadt ist Teil des Distrikts Nagpur. Umred hat den Status eines Municipal Council. Die Stadt ist in 24 Wards gegliedert. Sie hatte am Stichtag der Volkszählung 2011 insgesamt 53.971 Einwohner, von denen 27.456 Männer und 26.515 Frauen waren. Hindus bilden mit einem Anteil von über 81 % die größte Gruppe der Bevölkerung in der Stadt gefolgt von Buddhisten mit über 11 % und Muslimen mit über 4 %. Die Alphabetisierungsrate lag 2011 bei 88,12 %.